# Русские говоры центра и периферии

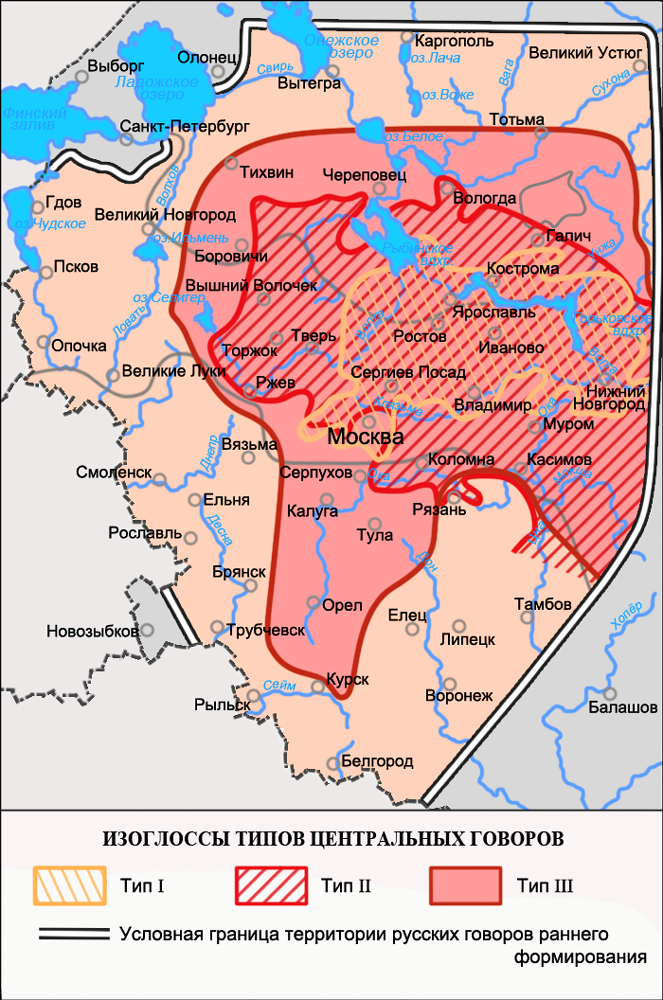
Русские говоры центральной территории

Ру́сские го́воры це́нтра и перифери́и — говоры русского языка на территории его первичного формирования, в которых ареалу языковых явлений (по большей части совпадающих с явлениями литературного языка) центральной части противопоставляется совокупность ареалов явлений всех остальных говоров русского языка в периферийных областях. Разделение русских говоров на центральные и периферийные является в достаточной степени условным и неопределённым в отличие от разделения на равно и чётко противостоящие северное и южное наречия. Языковые черты центральной территории сложились не под влиянием литературного языка, а, напротив, развившись из древнего ростово-суздальского диалекта, послужили основой формирования современного русского литературного языка.

## Особенности размещения центральных и периферийных говоров
Говоры центральной и противопоставленной им периферийной территорий очерчиваются такими изоглоссами, которые не используются для установления диалектного членения русского языка, так как не имеют определённых совпадений с изоглоссами основных диалектных величин (наречий, диалектных зон, групп и подгрупп говоров), и называются изоглоссами явлений индивидуального характера распространения.
Область центральных говоров окружается областью периферийных говоров, образуемых ареалами различных очертаний диалектных членов соответственных явлений с общей для них особенностью размещения, при которой они не захватывают говоры на территории вокруг Москвы и к северо-востоку от неё. Говоры центра, имеющие несколько типов охвата территории, отличаются от говоров периферии тем, что члены соответственных явлений в них совпадают с литературными.
Ядром центральных говоров являются восточные среднерусские говоры, включая говоры окружающие Москву, на основе которых сложился русский литературный язык, и в которых языковые черты центрального типа встречаются в том числе и в исключительном распространении. Также к центральным говорам относятся примыкающие к восточным среднерусским говорам части северного и южного наречий, и некоторые районы западных среднерусских говоров. В соответствии с этим основы языковых комплексов групп говоров русского языка характеризуются в том числе и наличием или отсутствием в них языковых явлений центральной территории.

## Сравнение говоров центральной и периферийной территорий
Различия центральных и периферийных говоров лежат в областях фонетики, лексики, грамматики, связаны с двучленными и многочленными соответственными явлениями. При двучленных соответственных явлениях диалектному члену на периферии противостоит диалектный член явления в центре, совпадающий с литературной нормой, редко наоборот. Например, наличие ударного гласного е в окончании в формах косвенных пад. притяжательного и возвратного местоимений жен. рода ед. числа: мой[е́]й, твой[е́]й, свой[е́]й в центральных говорах соответствует формам косвенных падежей с ударным о в окончании: мойо́й, твойо́й, свойо́й в периферийных. При многочленных соответственных явлениях диалектному члену явления в центре противостоят различные диалектные члены периферии. Например, словоформе в именительном пад. ед. числа свекро́вь в центре (как и в литературном языке) противостоят слова с тем же значением на периферии: свекры́, свекра́, свекро́ва, свекро́в’а, свекров’йа, свекро́вка, свекру́ха.
Между говорами центральной и периферийной территорий отсутствует характер соотносительности. Исходя из того, что в истории русских говоров никогда не существовало диалектного объединения, занимавшего всю периферийную часть говоров в отличие от центральной части, диалектные члены языковых соответственных явлений периферии не охватывают сплошь всей территории периферийных говоров, всегда сосуществуя на ней с диалектными членами центра, имея значительное своеобразие распространения, нередко в виде разрозненных ареалов, характеризуя группы говоров в разных наречиях (например, употребление звуков w или ў в конце слова и слога (ла́wка, дроw; ла́ўка, дроў) одновременно встречается и в периферийных говорах Вологодской группы северного наречия, и в юго-западной диалектной зоне в пределах главным образом южного наречия). Отдельные диалектные явления периферии часто отсутствуют на значительной части периферийной территории, явления периферии объединяет только то, что они не распространяются в центральной области. Каждому диалектному явлению центра соответствует в каждом отдельном случае особое расположение ареала диалектного явления периферии, и ареалам явлений центра ареалы периферийных явлений противостоят только вместе взятые. В отличие от периферийных говоры центра образуют внутреннее единство, что объясняется их общим происхождением от Ростово-Суздальского диалекта.

## Типы говоров центральной территории
Рассматривается три варианта говоров центра, занимающих разные по величине территории (I тип внутри II типа, и оба этих типа внутри самого крупного III типа). Такое размещение говоров центральной части обусловлено сложностью определения границ территории, так как члены соответственных явлений, совпадающие с литературным языком, также известны и на территории периферийных говоров, при этом ареалы этих языковых явлений выделяют говоры центра в самых различных пределах. Такая неоднозначность и сложность определения границ связана с условностью разделения русских говоров на центральные и периферийные. В связи с этим область центральных говоров определяется как расширяющаяся территория от I типа к III типу, на которой отсутствуют диалектные члены соответственных явлений периферийных говоров. Различие размеров территорий разных типов говоров центра соответствует различию размеров ареалов говоров периферии, I типу центральных говоров соответствует наиболее широкое размещение диалектных членов периферийных говоров, а II и III типам соответствуют менее широкое или совсем ограниченное их распространение.

### I тип центральных говоров
I тип центральных говоров, наименьший по размерам, охватывает говоры окружающие Москву и занимающие часть территории Владимирско-Поволжской группы. К его отличительным чертам относят такие, как: наличие твёрдой возвратной частицы -с, -са в различных формах глаголов: умо́йу[с] или умо́йу[са], умо́й[са], умы́л[са], умо́йеш[са] и т. п. (в периферийных говорах — мягкость согласных в возвратных частицах глаголов: умо́йу[с'] или умо́йу[с’а], умо́й[с’а], умы́л[си] и т. п.) (по распространению этого языкового явления очерчен ареал говоров I типа на карте); распространение долгих мягких шипящих ш’ш' , ж’ж' : [ш’ш']у́ка, та[ш’ш']у́, во[ж’ж']и́ и т. п. (в периферийных говорах — наличие долгих твёрдых шипящих шш, жж или разных звуковых комплексов в соответствии долгим мягким шипящим ш’ш' , ж’ж' ); чередование задненёбных согласных с шипящими в парадигме наст. времени глаголов с основой на задненёбный согласный (в периферийных говорах — парадигмы глаголов с разного типа обобщением задненёбных согласных в основе):
|        | Центральные говоры |                     | Периферийные говоры                                       |                                            |
|        | Ед. число          | Мн. число           | Ед. число                                                 | Мн. число                                  |
| ------ | ------------------ | ------------------- | --------------------------------------------------------- | ------------------------------------------ |
| 1 лицо | п’о[к]у́, мо[г]у́    | пе[ч']о́м, мо́[ж]ем   | пе[к]у́, мо[г]у́ / мо́[ж]у                                   | пе[к']о́м, мо́[г]ем / мо́[ж]ем                |
| 2 лицо | пе[ч']о́ш, мо́[ж]еш  | пе[ч']о́те, мо́[ж]ете | пе[к']о́ш (пе[к]о́ш), мо́[г]еш (мо[г]е́ш, мо[г']о́ш) / мо́[ж]еш | пе[к']о́те, мо́[г]ете (мо[г']о́те) / мо́[ж]ете |
| 3 лицо | пе[ч']о́т, мо́[ж]ет  | п’о[к]у́т, мо́[г]ут   | пе[к']о́т, мо́[г]ет / мо́[ж]ет                               | пе[к]у́т, мо́[г]ут / мо́[ж]ут                 |

Данное явление также известно в говорах северо-западной диалектной зоны в исключительном распространении, что подтверждает условность разделения говоров центра и периферии.

### II тип центральных говоров
II тип центральных говоров, средний по размерам, помимо говоров окружающих Москву и занимающих часть территории Владимирско-Поволжской группы, включает все остальные восточные среднерусские говоры, территории Костромской группы говоров и восточную часть Селигеро-Торжковских говоров. К нему относятся следующие черты: произношение слов хоровод, хлев и др. с начальным к: клев, крест (крестец) (названия укладки снопов), коровод и т. п. (по распространению этого языкового явления очерчен ареал говоров II типа на карте); наличие ударения на окончании в формах прош. времени жен. рода возвратных глаголов: вз’алса́, вз’алс’а́, родилса́, родилс’а́ (в периферийных говорах — ударение на основе в возвратных глаголах прошедшего времени: вз’а́лс’а, роди́лс’а); формы именительного — винительного пад. существительных мать и дочь, образованных без суффикса -ер, употребляемого только в косвенных пад. этих существительных (в периферийных говорах формы именительного пад. — ма́тер' , до́чер' , ма́тка, до́чка (дочка́), ма́ти, до́чи, ма́тер’а, до́чер’а и др.); распространение форм дательного и предложного пад. ед. числа существительных жен. рода с окончаниями на мягкий согласный типа грязь, различающихся по месту ударения: по гр’а́зи, в гр’ази́ и т. п. (в периферийных говорах — наличие форм по гр’ази́, по гр’азе́ — в гр’ази́, в гр’азе́, совпадающих по месту ударения) (данное явление отсутствует в восточных среднерусских акающих говорах и известно в говорах на востоке северо-западной диалектной зоны за пределами центральной территории) и др.

### III тип центральных говоров
III тип центральных говоров, наибольший по размерам, охватывает все восточные среднерусские говоры и примыкающие к ним части северного наречия, части западных среднерусских говоров (в основном Селигеро-Торжковских говоров) и части южного наречия (Тульской группы и севера Курско-Орловской группы говоров). На этой территории распространены такие черты, как: наличие ударного гласного о во всех личных формах глаголов I спряжения наст. времени (в периферийных говорах распространение ударного гласного е или разного типа чередований е и о) (по распространению этого языкового явления очерчен ареал говоров III типа на карте):
|        | Центральные говоры |                        | Периферийные говоры |                                                         |
|        | Ед. число          | Мн. число              | Ед. число           | Мн. число                                               |
| ------ | ------------------ | ---------------------- | ------------------- | ------------------------------------------------------- |
| 1 лицо |                    | нес'[о́]м               |                     | нес[е́]м / нес'[о́]м                                      |
| 2 лицо | нес'[о́]ш           | нес'[о́]те (нес'[о́]т’о) | нес[е́]ш / нес'[о́]ш  | нес[е́]те (нес[е]те́, нес[е]т’о́) / нес'[о́]те (нес'[о́]т’о) |
| 3 лицо | нес'[о́]т           |                        | нес[е́]т / нес'[о́]т  |                                                         |

Употребление формы винительного пад. ед. числа личного местоимения жен. рода с ударным о в окончании: йей[о́] (в периферийных говорах — наличие форм йу, йейу́, йону́, ону́, йейе́, йей и др.); наличие твёрдых согласных н и р в сочетании с последующим ц: полоте́[нц]о, со́[н]цо; огу[рц]ы́, се́[рц]о и т. п. (в периферийных говорах — мягкость н'  и р'  в словах полоте́[н’ц]о, со́[н’ц]о; огу[р’ц]ы́, се́[р’ц]о и т. п.); обобщение ударного гласного о (из е) во всех формах словообразования и словоизменения независимо от качества последующего согласного: ме[шо́к] — ме[шо́ч]ек, зе[л’о́н]ой — зе[л’о́н]ен’кий, бе[р’о́з]а — бе[р’о́з]е и т. д. Часть диалектных явлений неизвестна в говорах Костромской группы и севера Владимирско-Поволжской группы.

### Другие языковые черты центральной территории
К другим диалектным явлениям, связанным в той или иной степени с говорами центра (когда диалектному члену соответственного явления периферии может противопоставляться член соответственного явления, выходящий за пределы центральной территории) относят: отсутствие случаев употребления гласных ê, ие перед твёрдыми согласными в соответствии ě и случаев употребления ô, уо в соответствии о под восходящим ударением (в периферийных говорах — наличие гласных ê, ие в соответствии ě и наличие ô, уо в соответствии о: л[ê]с, л[ие]с, в[ô]л’а, в[уо]л’а и т. п.); последовательное различение аффрикат ч'  и ц (в периферийных говорах — разные случаи неразличения аффрикат или их отсутствие); наличие в, чередующегося с ф в конце слова и слога: [в]ода́, пра́[ф]да, дро[ф] и т. п. (в периферийных говорах — наличие в, чередующегося с w или ў в конце слова и слога: [в]ода́, пра́[w]да, пра́[ў]да, дро[w], дро[ў] и т. п.); произношение звука ф в словах иноязычного происхождения (в периферийных говорах — замена ф на х, хв: [хв]а́брика, ко́[х]та и т. п.); различение твёрдых и мягких губных согласных на конце слова: ду[п] — го́лу[п'], сйе[м] — се[м'] и т. п. (в периферийных говорах — произношение твёрдых губных согласных в соответствии мягким на конце слова: го́лу[п], се[м] и т. п.); произношение сочетаний согласных с j: сви[н’й]а́, пла́[т’й]о и др. (в периферийных говорах — произношение долгих переднеязычных согласных в соответствии сочетаниям согласных с j: сви[н:']а́, пла́[т:']а и др.); распространение словоформы предложного пад. ед. числа в лêсу́ (в периферийных говорах — наличие словоформ: в ле́сê, в лêсу́); наличие глагольных форм 3-го лица с окончаниями -т или -т' (в периферийных говорах — возможность произношения глагольных форм 3-го лица без окончаний -т или -т' : он нес’о́, он дêлайе и т. п.).